# Siria en los Juegos Olímpicos de Sídney 2000
Siria estuvo representada en los Juegos Olímpicos de Sídney 2000 por ocho deportistas, seis hombres y dos mujeres, que compitieron en cuatro deportes.
El equipo olímpico sirio no obtuvo ninguna medalla en estos Juegos.